# École Pratique des Hautes Études
La Escuela Práctica de Estudios Avanzados (en francés: École Pratique des Hautes Études) es una universidad de Francia, parte del complejo universitario de París. 

## Historia
Fue fundada el 31 de julio de 1868 por el entonces Ministro de Educación Pública, Victor Duruy. En 1975, su VI Sección, fundada en 1947 y dedicada a las ciencias sociales (Sciences Économiques et Sociales), se independizó como institución de enseñanza superior con el nombre de École des hautes études en sciences sociales, financiada a partir de 1960 de la ayuda de la Fundación Ford.
Las clases en la EPHE son ofrecidas por investigadores de alto nivel denominados directeurs d'études. Las conferencias y seminarios están abiertos a todos. Ofrece titulación oficial hasta el grado de Máster y doctor. Se encuentra dividida en tres secciones:
1. Vida y Ciencias de la tierra.
2. Ciencias Históricas y Filología.
3. Ciencias religiosas. (fundada en 1886).

Mantiene el instituto independiente,  Institut Européen en Sciences des Religions (IESR), fundado según proyecto del filósofo Régis Debray.